# 吉约
吉约（法語：Guillos）是法国吉伦特省的一个市镇，属于朗贡区和砂砾荒原县（Les Landes des Graves）。该市镇总面积22.67平方公里，2009年时的人口为408人。

## 人口
吉约人口变化图示